# لاري تسيغلر
لاري تسيغلر (بالإنجليزية: Larry Ziegler)‏ هو لاعب غولف أمريكي، ولد في 12 أغسطس 1939 في سانت لويس في الولايات المتحدة.

## وصلات خارجية
- لاري تسيغلر على موقع رابطة لاعبي الغولف المحترفين (الإنجليزية)